# 宽萼景天
宽萼景天（学名：Sedum platysepalum）为景天科景天属的植物，为中国的特有植物。分布在中国大陆的云南、四川等地，生长于海拔3,200米至4,000米的地区，多生长于高山顶部岩石上，目前尚未由人工引种栽培。